# Yachiyo, Ibaraki

Yachiyo (八千代町 Yachiyo-machi?) este un oraș în Japonia, în prefectura Ibaraki.